# Pseudotrochalus urunguensis
Pseudotrochalus urunguensis är en skalbaggsart som beskrevs av Moser 1924. Pseudotrochalus urunguensis ingår i släktet Pseudotrochalus och familjen Melolonthidae. Inga underarter finns listade i Catalogue of Life.